# Tổ chức Phát triển Công nghiệp Liên Hợp Quốc
Tổ chức Phát triển Công nghiệp Liên Hợp Quốc (UNIDO), viết tắt trong tiếng Pháp/Tây Ban Nha là ONUDI là một cơ quan trực thuộc Liên Hợp Quốc có trụ sở đặt tại Viên, Áo.
Năm 2015 UNIDO có 170 thành viên Lưu trữ ngày 3 tháng 7 năm 2013 tại Wayback Machine quốc gia và vùng lãnh thổ. Chủ tịch hiện là  Li Yong được bầu từ 2013.

## Mục tiêu
Mục tiêu ban đầu của cơ quan này là thúc đẩy phát triển công nghiệp ở các quốc gia đang phát triển và các quốc gia có nền kinh tế chuyển tiếp và thúc đẩy hợp tác quốc tế trong lĩnh vực công nghiệp.
Các nước công nghiệp hóa và phát triển cùng nhau xem xét cách thức để đẩy nhanh công nghiệp hóa bằng cách khuyến khích sự tham gia của chính phủ và ngành công nghiệp. Dựa trên các cuộc khảo sát và nghiên cứu, UNIDO tạo ra và cải tiến các khái niệm và phương pháp tiếp cận phát triển, góp phần thực hiện kế hoạch công, hợp tác xã và tư nhân, bao gồm cả việc khuyến khích hợp tác giữa các công ty quan tâm đến các lĩnh vực này.
Ngoài ra, tổ chức các chương trình đào tạo công nghiệp, cung cấp tư vấn và hỗ trợ cho các nước để có được nguồn tài chính bên ngoài công bằng và công bằng, và thu thập, phân tích, xuất bản, tiêu chuẩn hóa và cải thiện các số liệu thống kê công nghiệp.

## Cơ cấu tổ chức
Cơ cấu tổ chức của Tổ chức Phát triển Công nghiệp Liên Hợp Quốc là:
- Đại hội đồng: Với sự tham gia của tất cả các nước thành viên và họp hai năm một lần để phê duyệt ngân sách và chương trình làm việc, và bầu Tổng Giám đốc (nhiệm kỳ bốn năm).
- Hội đồng Phát triển Công nghiệp: Họp mỗi năm một lần trong khi họp Đại hội đồng và hai lần vào các năm khác, bao gồm 53 đại diện các nước thành viên bầu với nhiệm kỳ bốn năm của Hội nghị đáp ứng tiêu chuẩn của phân bố địa lý công bằng và chịu trách nhiệm đưa ra các khuyến nghị Đại hội đồng để xem xét việc thực hiện của chương trình và ngân sách.
- Chương trình và Ủy ban Ngân sách: Họp mỗi năm một lần và có nhiệm vụ giúp Hội đồng trong việc chuẩn bị chương trình, ngân sách và tài chính khác.
- Ban Thư ký: đứng đầu là Tổng Giám đốc được bầu cho một thời gian bốn năm và xử lý tất cả các vấn đề hành chính của Tổ chức.

| Nhiệm kỳ                                 | Giám đốc UNIDO             | Từ nước      |
| ---------------------------------------- | -------------------------- | ------------ |
| 2013– hiện nay                           | Li Yong                    | Trung Quốc   |
| 2005–2013                                | Kandeh K. Yumkella         | Sierra Leone |
| 1998–2005                                | Carlos Alfredo Magariños   | Argentina    |
| 1993–1997                                | Mauricio de Maria y Campos | México       |
| 1985–1992                                | Domingo Siazon             | Philippines  |
| Giám đốc điều hành: (Executive Director) |                            |              |
| 1975–1985                                | Abd-El Rahman Khane        | Algérie      |
| 1967–1974                                | Ibrahim Helmi Abdel-Rahman | Ai Cập       |

Các Đại sứ thiện chí UNIDO là người tài năng hoặc nổi tiếng được chọn để truyền bá tư tưởng của UNIDO.
| Năm  | Đại sứ               | Nước     | Hoạt động                                         |
| ---- | -------------------- | -------- | ------------------------------------------------- |
| 2005 | Reinosuke Hara       | Nhật Bản | Hayama Capital Inc.                               |
| 2005 | Peter Sutherland     | Ireland  | Kinh doanh, Chính trị                             |
| 2005 | Mario Baccini        | Ý        | Chính trị, Chủ tịch Italian Microcredit Institute |
| 2004 | Mamadou Mansour Cama | Sénégal  | Kinh doanh                                        |